# 1963 no desporto

## Eventos
- 20 de abril - Realizados o IV Jogos Pan-Americanos, em São Paulo.[1]

### Basquete
- 25 de maio - O Brasil vence os Estados Unidos por 85 a 81, e torna-se bicampeão mundial de basquetebol masculino, disputado no ginásio do Maracanãzinho, no Rio de Janeiro.[2]

### Automobilismo
- 4 de agosto - O tetracampeão da Motovelocidade, o inglês John Surtees, vence o GP da Alemanha, Nürburgring. É a primeira vitória na carreira do piloto e a primeira de um piloto a vencer nas quatro rodas.[3]
- 8 de setembro - Jim Clark vence o GP da Itália, Monza, e torna-se campeão mundial de Fórmula 1 e a Lotus é campeã mundial de construtores pela primeira vez, ambas as conquistas com três provas de antecedência.[4]

### Futebol
- 31 de março - A Bolívia vence o Brasil por 5 a 4, no Estádio Félix Capriles, em Cochabamba, e torna-se campeã sul-americana.[5]
- 23 de maio - O Milan vence o Benfica por 2 a 1, em Wembley, Londres, e torna-se campeão da Taça dos Campeões Europeus.[6]
- 11 de setembro - O Santos vence o Boca Juniors por 2 a 1 em La Bombonera, Buenos Aires, Argentina, e torna-se bicampeão da Libertadores da América. No primeiro jogo, O Santos venceu por 3 a 2 no Maracanã.[7][8]
- 16 de novembro - O Santos vence o Milan por 1 a 0 no Maracanã e torna-se bicampeão mundial intercontinental. No primeiro jogo, o Santos perdeu por 4 a 2 em San Siro, em Milão, na Itália, e no segundo no Maracanã, ele venceu-o por 4 a 2 no Maracanã.[9][10][11][12]
- 1 de dezembro - O Grêmio empata em 2 a 2 contra o Pelotas, em Bento Gonçalves, e torna-se bicampeão gaúcho com duas rodadas de antecedência. É o décimo quarto título do "Tricolor" que fica com a taça, porque o Internacional empatou em 0 a 0 contra o Floriano.[13]
- 11 de dezembro - O Palmeiras vence o Noroeste por 3 a 0 no Pacaembu, e torna-se campeão paulista com uma rodada de antecedência. É o décimo quarto título do "Verdão".[14]
- 15 de dezembro - O Flamengo é campeão carioca. É o décimo quarto título do "Mengão".[15]

## Nascimentos
| Data            | Nome                 | Profissão                      | Nacionalidade                          | Observações | Ref    |
| --------------- | -------------------- | ------------------------------ | -------------------------------------- | ----------- | ------ |
| 1 de janeiro    | Jean-Marc Gounon     | automobilista                  | França                                 |             |        |
| 1 de janeiro    | Dražen Ladić         | futebolista                    | Croácia (atual) · Iugoslávia           |             |        |
| 4 de janeiro    | Elena Valova         | patinadora artística           | Rússia (atual) · União Soviética       |             |        |
| 4 de janeiro    | Igor Astapkovich     | atleta, lançador de martelo    | Bielorrússia (atual) · União Soviética |             |        |
| 5 de janeiro    | Luiz Carlos Winck    | treinador e futebolista        | Brasil                                 |             |        |
| 6 de janeiro    | Paul Kipkoech        | atleta, fundista               | Quênia                                 | m. 1995     | [ 16 ] |
| 8 de fevereiro  | Renata Agondi        | nadadora de maratona aquática  | Brazil                                 | m. 1988     | [ 17 ] |
| 10 de janeiro   | Francesco Panetta    | atleta e fundista              | Itália                                 |             |        |
| 11 de janeiro   | Tracy Caulkins       | nadadora                       | Estados Unidos                         |             |        |
| 20 de janeiro   | Kira Ivanova         | patinadora artística           | Rússia (atual) · União Soviética       | m. 2001     | [ 18 ] |
| 26 de janeiro   | José Mourinho        | treinador de futebol           | Portugal                               |             |        |
| 9 de fevereiro  | Gabriel Tiacoh       | atleta, velocista              | Costa do Marfim                        | m. 1992     | [ 19 ] |
| 11 de fevereiro | José Mari Bakero     | futebolista                    | Espanha                                |             |        |
| 17 de fevereiro | Michael Jordan       | basquetebolista                | Estados Unidos                         |             |        |
| 26 de fevereiro | Bernardo Redín       | futebolista                    | Colômbia                               |             |        |
| 3 de março      | Martín Fiz           | atleta, fundista               | Espanha                                |             |        |
| 3 de março      | Marina Nikulina      | ex-jogadora de voleibol        | Rússia (atual) · União Soviética       | m. 2015     | [ 20 ] |
| 8 de março      | Júlio César          | futebolista                    | Brasil                                 |             |        |
| 12 de março     | Joaquim Cruz         | atleta, meio-fundista          | Brasil                                 |             |        |
| 20 de março     | Yelena Romanova      | atleta, fundista               | Rússia (atual) · União Soviética       | m. 2007     | [ 21 ] |
| 21 de março     | Ronald Koeman        | jogador e treinador de futebol | Países Baixos                          |             |        |
| 22 de março     | Oleg Kuznetsov       | futebolista                    | Ucrânia · Alemanha Oriental (nasc.)    |             |        |
| 23 de março     | Ana Fidelia Quirot   | atleta, meio-fundista          | Cuba                                   |             |        |
| 23 de março     | Míchel               | jogador e treinador de futebol | Espanha                                |             |        |
| 27 de março     | Gary Stevens         | futebolista                    | Inglaterra                             |             |        |
| 29 de março     | Jill Watson          | patinadora artística           | Estados Unidos                         |             |        |
| 2 de abril      | Fabrizio Barbazza    | automobilista                  | Itália                                 |             |        |
| 7 de abril      | Bernard Lama         | jogador e treinador de futebol | França                                 |             |        |
| 13 de abril     | Garry Kasparov       | jogador de xadrez              | Rússia                                 |             |        |
| 14 de abril     | Frank Yallop         | jogador e treinador de futebol | Canadá                                 |             |        |
| 15 de abril     | Walter Casagrande    | futebolista                    | Brasil                                 |             |        |
| 20 de abril     | Maurício Gugelmin    | piloto de Fórmula 1            | Brasil                                 |             |        |
| 23 de abril     | Paul Belmondo        | automobilista                  | França                                 |             |        |
| 24 de abril     | Geraldão             | futebolista                    | Brasil                                 |             |        |
| 24 de abril     | Lajos Détári         | jogador e treinador de futebol | Hungria                                |             |        |
| 28 de abril     | Lloyd Eisler         | patinador artístico            | Canadá                                 |             |        |
| 30 de abril     | Michael Waltrip      | automobilista                  | Estados Unidos                         |             |        |
| 4 de maio       | Silvia Costa         | atleta, saltadora em altura    | Cuba                                   |             |        |
| 12 de maio      | Stefano Modena       | automobilista                  | Itália                                 |             |        |
| 21 de maio      | Elena Vodorezova     | patinadora artística           | Rússia (atual) · União Soviética       |             |        |
| 24 de maio      | Ivan Capelli         | piloto de Fórmula 1            | Itália                                 |             |        |
| 24 de maio      | Joe Dumars           | basquetebolista                | Estados Unidos                         |             |        |
| 29 de maio      | Ukyo Katayama        | piloto de Fórmula 1            | Japão                                  |             |        |
| 1 de junho      | Vital Borkelmans     | futebolista                    | Bélgica                                |             |        |
| 8 de junho      | Toru Kamikawa        | árbitro de futebol             | Japão                                  |             |        |
| 10 de junho     | René Novotný         | patinador artístico            | Chéquia                                |             |        |
| 15 de junho     | Igor Paklin          | atleta, saltador em altura     | Quirguistão (atual) · União Soviética  |             |        |
| 20 de junho     | José Basualdo        | jogador e treinador de futebol | Argentina                              |             |        |
| 24 de junho     | Barbara Underhill    | patinadora artística           | Canadá                                 |             |        |
| 4 de julho      | Henri Leconte        | tenista                        | França                                 |             |        |
| 8 de julho      | Bob Ctvrtlik         | voleibolista                   | Estados Unidos                         |             |        |
| 12 de julho     | Stella Zakharova     | ginasta                        | União Soviética                        |             |        |
| 14 de julho     | Heinz Weis           | atleta, lançador de martelo    | Alemanha Ocidental                     |             |        |
| 16 de julho     | Srečko Katanec       | jogador e treinador de futebol | Eslovênia (atual) · Iugoslávia         |             |        |
| 20 de julho     | Alexander Zhulin     | patinador artístico            | Rússia (atual) · União Soviética       |             |        |
| 22 de julho     | Emilio Butragueño    | futebolista                    | Espanha                                |             |        |
| 23 de julho     | Andy Townsend        | futebolista                    | Irlanda                                |             |        |
| 24 de julho     | Karl Malone          | basquetebolista                | Estados Unidos                         |             |        |
| 29 de julho     | Graham Poll          | árbitro de futebol             | Inglaterra                             |             |        |
| 29 de julho     | Chanoch Nissany      | automobilista                  | Israel                                 |             |        |
| 9 de agosto     | Manuela Machado      | atleta, maratonista            | Portugal                               |             |        |
| 16 de agosto    | Kalusha Bwalya       | futebolista                    | Zâmbia                                 |             |        |
| 17 de agosto    | Jan Heintze          | futebolista                    | Dinamarca                              |             |        |
| 20 de agosto    | Riccardo Ferri       | futebolista                    | Itália                                 |             |        |
| 2 de setembro   | Stanislav Cherchesov | jogador e treinador de futebol | Rússia (atual) · União Soviética       |             |        |
| 5 de setembro   | Taki Inoue           | automobilista                  | Japão                                  |             |        |
| 8 de setembro   | Li Ning              | ginasta                        | China                                  |             |        |
| 9 de setembro   | Roberto Donadoni     | jogador e treinador de futebol | Itália                                 |             |        |
| 12 de setembro  | Larisa Selezneva     | patinadora artística           | Rússia (atual) · União Soviética       |             |        |
| 15 de setembro  | German Skurygin      | atleta, marchador              | Rússia (atual) · União Soviética       | m. 2008     | [ 22 ] |
| 19 de setembro  | David Seaman         | futebolista                    | Inglaterra                             |             |        |
| 28 de setembro  | Érik Comas           | piloto de Fórmula 1            | França                                 |             |        |
| 1 de outubro    | Jean-Denis Délétraz  | automobilista                  | Suíça                                  |             |        |
| 17 de outubro   | Sergio Goycochea     | futebolista                    | Argentina                              |             |        |
| 20 de outubro   | Stan Valckx          | futebolista                    | Países Baixos                          |             |        |
| 22 de outubro   | Brian Boitano        | patinador artístico            | Estados Unidos                         |             |        |
| 31 de outubro   | Dunga                | jogador e treinador de futebol | Brasil                                 |             |        |
| 3 de novembro   | Ian Wright           | futebolista                    | Inglaterra                             |             |        |
| 3 de novembro   | Márcio Nunes         | futebolista                    | Brasil                                 |             |        |
| 3 de novembro   | Shigeaki Hattori     | automobilista                  | Japão                                  |             |        |
| 5 de novembro   | Jean-Pierre Papin    | jogador e treinador de futebol | França                                 |             |        |
| 7 de novembro   | John Barnes          | jogador e treinador de futebol | Inglaterra · Jamaica (nasc.)           |             |        |
| 10 de novembro  | Mike Powell          | atleta, saltador em distância  | Estados Unidos                         |             |        |
| 18 de novembro  | Peter Schmeichel     | futebolista                    | Dinamarca                              |             |        |
| 22 de novembro  | Domingos Castro      | atleta, fundista               | Portugal                               |             |        |
| 1 de dezembro   | Marco Greco          | automobilista                  | Brasil                                 |             |        |
| 4 de dezembro   | Jozef Sabovčík       | patinador artístico            | Eslováquia (atual) · Tchecoslováquia   |             |        |
| 4 de dezembro   | Sergey Bubka         | atleta, saltador com vara      | Ucrânia (atual) · União Soviética      |             |        |
| 18 de dezembro  | Isabelle Duchesnay   | patinadora artística           | França                                 |             |        |
| 22 de dezembro  | Giuseppe Bergomi     | futebolista                    | Itália                                 |             |        |
| 24 de dezembro  | Andrés Sánchez       | dirigente de futebol           | Brasil                                 |             |        |
| 30 de dezembro  | John van 't Schip    | futebolista                    | Países Baixos                          |             |        |

## Mortes
| Data          | Nome            | Profissão           | Nacionalidade  | Observações | Ref |
| ------------- | --------------- | ------------------- | -------------- | ----------- | --- |
| 30 de maio    | Otto Preißecker | patinador artístico | Áustria        | n. 1898     |     |
| 2 de dezembro | Thomas Hicks    | atleta              | Estados Unidos | n. 1875     |     |